# Rada Ministrów RFSRR
Rada Ministrów RFSRR (ros. Совет министров РСФСР, Совмин РСФСР) – najwyższy administracyjny i wykonawczy organ kierownictwa państwowego Rosyjskiej Federacyjnej Socjalistycznej Republiki Radzieckiej (RFSRR) od 1946 do maja 1991, następnie organ władzy wykonawczej RFSRR.
Działał do przemianowania RFSRR w Federację Rosyjską. Zgodnie z ustawą z 1979 Radzie Ministrów RFSRR przysługiwały szerokie kompetencje w dziedzinach kierownictwa państwowego związanego z zarządzaniem RFSRR, a nie należących do kompetencji Rady Najwyższej RFSRR i Prezydium Rady Najwyższej RFSRR. 
W 1992 została przemianowana w Radę Ministrów Federacji Rosyjskiej, a w 1993 w związku z przyjęciem nowej konstytucji przemianowana w Rząd Federacji Rosyjskiej, który obecnie pełni funkcję najwyższej federalnej władzy wykonawczej w Federacji Rosyjskiej.